# Siddhipur
Siddhipur es un pueblo ubicado en el distrito de Lalitpur, Nepal.

## Superficie
Cuenta con una superficie de 2,01 kilómetros cuadrados.

## Demografía
Hasta 2015 la población era de 6568 habitantes, con una densidad de población de 3267 habitantes por kilómetro cuadrado. Con una población masculina y femenina de 3193 (48,6%) y 3375 (51,4%) respectivamente.
| Gráfica de evolución demográfica de Siddhipur entre 1975 y 2015 |
|                                                                 |
| Datos según el Centro Común de Investigación.                   |